# Tadasuni
Tadasuni – miejscowość i gmina we Włoszech, w regionie Sardynia, w prowincji Oristano.
Według danych na rok 2004 gminę zamieszkiwało 198 osób, 49,5 os./km². Graniczy z Ardauli, Boroneddu, Ghilarza i Sorradile.